# 堀内律子
堀内 律子（ほりうち りつこ、1934年1月1日 - ）は、日本の俳人。俳誌　初花の4代目主宰者。夫は俳人の堀内雄之。

## 来歴
広島市で生まれる。1946年、愛媛県に転居。1952年、愛媛県立松山南高等学校を卒業した。
1953年、堀内雄之（俳人）と結婚する。 
2002年、「俳誌　初花」の主宰に就任した。

## 親族
俳人の大本あきらの娘は、律子の生家へ嫁いでいるため大本とは親族関係となる。また大本の曽孫は、手形コレクターの清古尊に当たる。

## 著書
- 『忘れ得ぬ人々』初花社、1994年
- 『雄之紀行　足で歴史を検証する』初花社、1994年
- 『紐解く　堀内雄之句集』初花社、1995年
- 『年の春　堀内雄之遺句集1』初花社、1999年